# Prinzenpalais

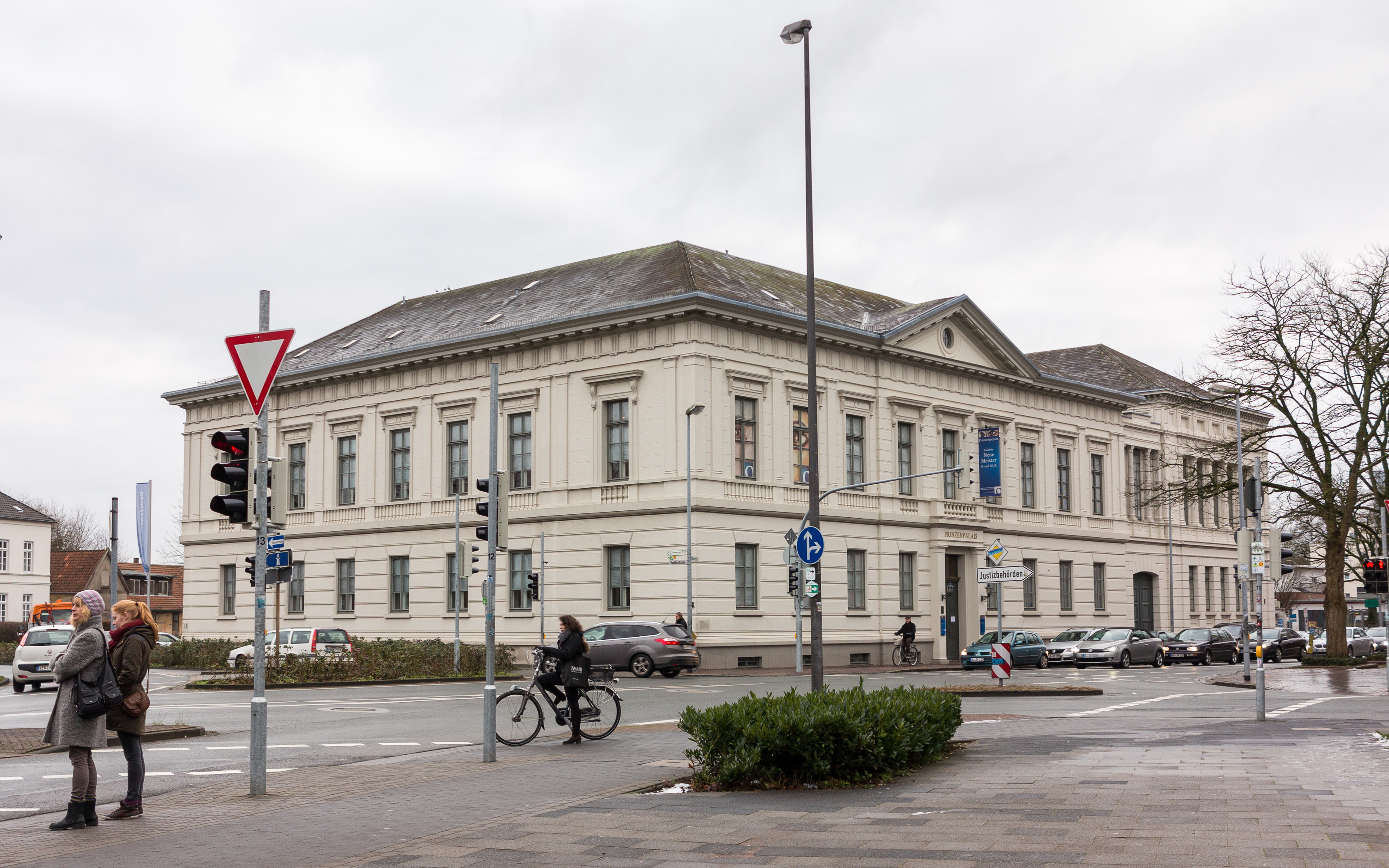
Vista del edificio desde el oeste.

El Prinzenpalais (Palacio de los Príncipes) es un palacio, ahora utilizado como museo de arte, en la ciudad de Oldemburgo, Baja Sajonia, Alemania. El museo alberga una colección de arte moderno del Museo Estatal de Arte e Historia Cultural.
El edificio data de 1826 y es de estilo neoclásico. Era la residencia de los príncipes rusos Alejandro y Pedro. Posteriormente el Gran Duque Nicolás Federico Pedro ocupó el edificio. En 2003, pasó a formar parte del Museo Estatal de Arte e Historia Cultural (conjuntamente con el Augusteum y el Palacio de Oldemburgo) para ser una galería de arte. El museo se concentra en artistas alemanes, variando desde el Neoclasicismo y el Romanticismo de mitad del siglo XIX a la era posterior a 1945. El edificio del Prinzenpalais está cerca de la esquina nordeste del Jardín del Palacio de Oldemburgo. El Augusteum, el Palacio de Isabel Ana y el Palacio de Oldemburgo se hallan todos cerca del museo.